# Prince Regent Inlet
De Prince Regent Inlet is een Arctische zeestraat in Nunavut in Canada. Het ligt tussen het Brodeur-schiereiland van Baffineiland in het oosten en Somerseteiland in het westen. In het noorden mondt de zeestraat uit in de Lancasterzeestraat en in het zuiden in de Golf van Boothia. In het westen ligt de zeestraat Straat Bellot met daar ten zuiden van het schiereiland Boothia.
Het noordelijke deel van de inham is ongeveer 64 kilometer breed, het zuidelijke deel ongeveer 105 kilometer. Het is overal diep en er zijn geen eilanden in de inham.
Via de Prince Regent Inlet stroomt een deel van de uitstroom van de Noordelijke IJszee naar de Hudsonbaai en naar de Straat Hudson.

## Geschiedenis
Tijdens de zoektocht naar de Noordwestelijke Doorvaart werd deze meerdere keren betreden totdat men zich realiseerde dat de route door de Prins Regent Inlet en de Golf van Boothia voor praktische doeleinden een doodlopende route is. In 1819 drong William Edward Parry meer dan 160 kilometer zuidwaarts door voordat hij terugkeerde. In 1829 trok John Ross er doorheen en zat vier jaar bevroren in de Golf van Boothia voordat hij ontsnapte. In 1852 werd Bellotstraat ontdekt, de bevroren westelijke uitgang. In 1858 probeerde Francis Leopold McClintock deze zeestraat te passeren, gaf het op en overwinterde vlak bij de monding.

## Flora en fauna
De zeestraat ligt in de overgang tussen de mariene ecoregio Lancasterzeestraat.